# 迪里 (愛達荷州)
迪里（英語：Deary）是一個位於美國愛達荷州拉塔縣的城市。

## 地理
迪里的座標為46°47′58″N 116°33′22″W / 46.79944°N 116.55611°W，而該地的平均海拔高度為876米（即2874英尺）。

## 人口
根據2020年美國人口普查的數據，迪里的面積為1.71平方千米，當中陸地面積為1.70平方千米，而水域面積為0.01平方千米。當地共有人口508人，而人口密度為每平方千米297.08人。